# XXI wiek p.n.e.

XXI wiek p.n.e.

XXIII wiek p.n.e. XXII wiek p.n.e. XXI wiek p.n.e. XX wiek p.n.e. XIX wiek p.n.e.

## Wydarzenia na Świecie
Wydarzenia w Europie
- około 2100 p.n.e. – założono osadę w Trzcinicy – silnie ufortyfikowaną, jedną z najstarszych w Polsce

Wydarzenia w Azji
- około 2100 p.n.e. – w Ur, Eridu i Uruk powstały pierwsze zigguraty
- około 2093 p.n.e. – początek panowania Szulgiego, sumeryjskiego króla Ur z trzeciej dynastii z Ur
- około 2080 p.n.e. – Gudea, sumeryjski władca z Lagasz, podbił znaczną część Sumeru, w okresie kulturalnego rozkwitu
- około 2034 p.n.e. – Amoryci docierają do Mezopotamii
- około 2024 p.n.e. – najazd Amorytów i Elamitów spowodował upadek państwa Ur
- około 2003 p.n.e. – trzecia dynastia z Ur została obalona przez Amorytów, którzy splądrowali Sumer
- 2050 p.n.e.
  - okres dominacji Sumero-Akadu w Mezopotamii (III dynastia z Ur)
  - najstarszy zapis prawniczy (kodeks praw króla miasta Ur – Urnammu)

Wydarzenia w Afryce
- około 2040 p.n.e. – Mentuhotep I połączył Dolny i Górny Egipt, co zapoczątkowało Epokę Średniego Państwa, Teby stały się nową stolicą kraju
- około 2050 p.n.e. – początek Średniego Państwa w Egipcie (XI i XII dynastia)

Wydarzenia w Ameryce
Wydarzenia w Australii